# Éforo

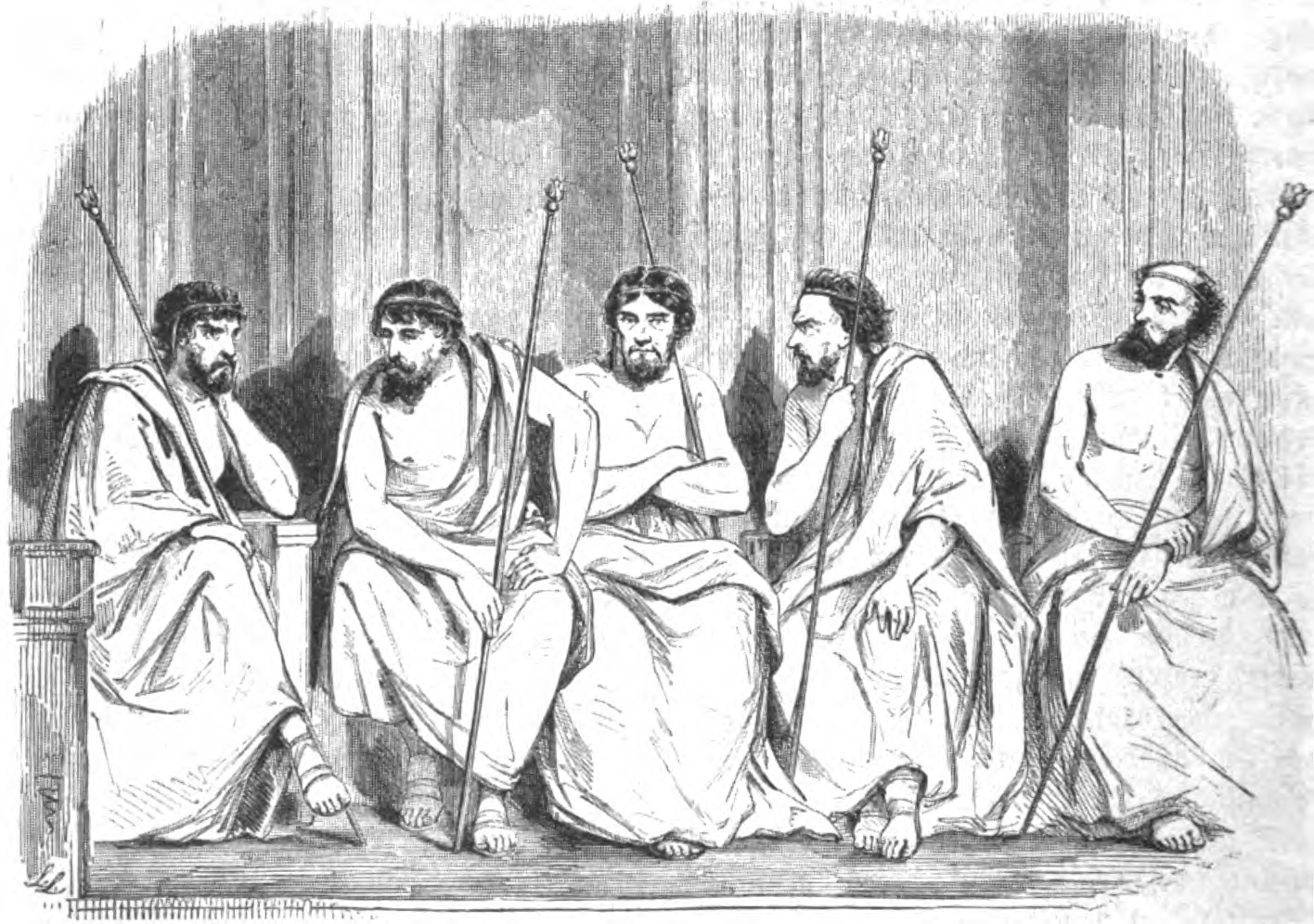
Éforo

Os éforos (em grego clássico: Ἔφορος, ἐπί epi, "sobre" e ὁράω horao, "ver", ou seja "aquele que prevê") eram líderes da antiga Esparta que compartilhavam do poder com os reis de Esparta. Cinco éforos eram eleitos anualmente, eles "juravam em nome da cidade", enquanto os reis juravam por si mesmos.

## Origem
Na colônia espartana de Taras e Cirene havia três éforos, cada um ligado a uma tribo dória, o que sugere  que esta ocupação já era antiga, no entanto, não sendo mencionada no texto espartano do século VII a.C. conhecido como a Constituição de Esparta.
Heródoto diz que a instituição foi criada por Licurgo, mas Plutarco coloca sua criação cento e trinta anos depois, durante o reinado de Teopompo. Eram eleitos pela assembléia popular e todos os cidadãos podiam participar dela. Não podiam ser reeleitos. Eles forneciam um equilíbrio para a Diarquia de Esparta, pois os dois reis raramente cooperavam entre eles. Platão os chamava de tiranos déspotas de Esparta, enquanto os reis eram pouco mais do que os generais. Um ou dois éforos acompanhavam o rei em campanhas militares estendidas como um sinal de controle, e chegaram a ganhar a capacidade de declarar guerra em alguns pontos da história espartana.
Ainda de acordo com Plutarco, todo outono, durante a cripteia, os éforos declaravam guerra contra a população hilota de modo que qualquer cidadão espartano poderia matar um hilota, sem medo de culpa.
Os éforos não tinham que se ajoelhar perante os reis de Esparta e eram muito estimados por parte dos cidadãos, devido à importância dos seus poderes e por causa do papel santo que ganharam ao longo de suas funções. Desde que as decisões eram tomadas por maioria de votos, isso pode significar que a política de Esparta poderia mudar rapidamente, quando a votação de um éforo mudava (por exemplo, em 403 a.C., quando  Pausanias convenceu três dos éforos a enviarem um exército para Ática), o que se definiu como uma reviravolta completa na política de Lisandro.
Cleomenes III mas eles foram restaurados pelo rei macedônio Antígono III Doson após a Batalha de Selásia em 222 a.C. Enquanto Esparta caiu sob o domínio romano em 146 a.C., a posição existia no segundo século, quando foi provavelmente abolido pelo imperador romano Adriano e substituído pelo governo imperial, como parte da Acaia.